# Novi di Modena
Pour les articles homonymes, voir Novi et Modena (homonymie).

Novi di Modena (Nóv en dialecte carpigiano) est une commune italienne de la province de Modène dans la région Émilie-Romagne en Italie.

## Géographie
Novi di Modena est situé à une altitude variant de 17 à 23 mètres, dans la plaine du Pô et sur la rive gauche du fleuve Secchia et du confins de la province de Reggio d'Emilie. La commune est traversée par la route nationale SS413 qui monte de Modène (27 km), passe à Carpi (12 km) et monte jusqu’à Mantoue (40 km). D’est en ouest, la SP8 venant de Mirandola (13 km), traverse la cité et après 10 km, rejoint le bretelle de l’autoroute A22 Modène-Vérone-le Brenner.
Villes voisines :
- Bologne 56 km
- Milan 149 km
- Vérone 61 km
- Padoue 96 km

Zone sismique classe 3 (sismicité basse) d’après la classification sismique en Italie.

## Histoire
La première trace historique apparaît en 979 sous l’appellation de Castrum Nove. Oublié au haut Moyen Âge, le territoire reprit de l’importance sous les Lombards, possession de l’église de Reggio d'Emilie, il fut inféodé par Boniface de Canossa, père de la comtesse Mathilde. Le Castrum Nove était un point stratégique, aux confins des domaines des Este, des Pio de Savoie, des Pic et des Gonzague.

En 1530, Novi passa sous la famille des Este dont la domination dura jusqu’à l’arrivée de napoléon Bonaparte

Novi di Modena fut touché par le séismes de 2012 en Émilie-Romagne, particulièrement la journée du 29 mai, qui fit une victime et divers dégâts aux installations industrielles, agricoles et édifices historiques.

## Monuments et lieux d’intérêt

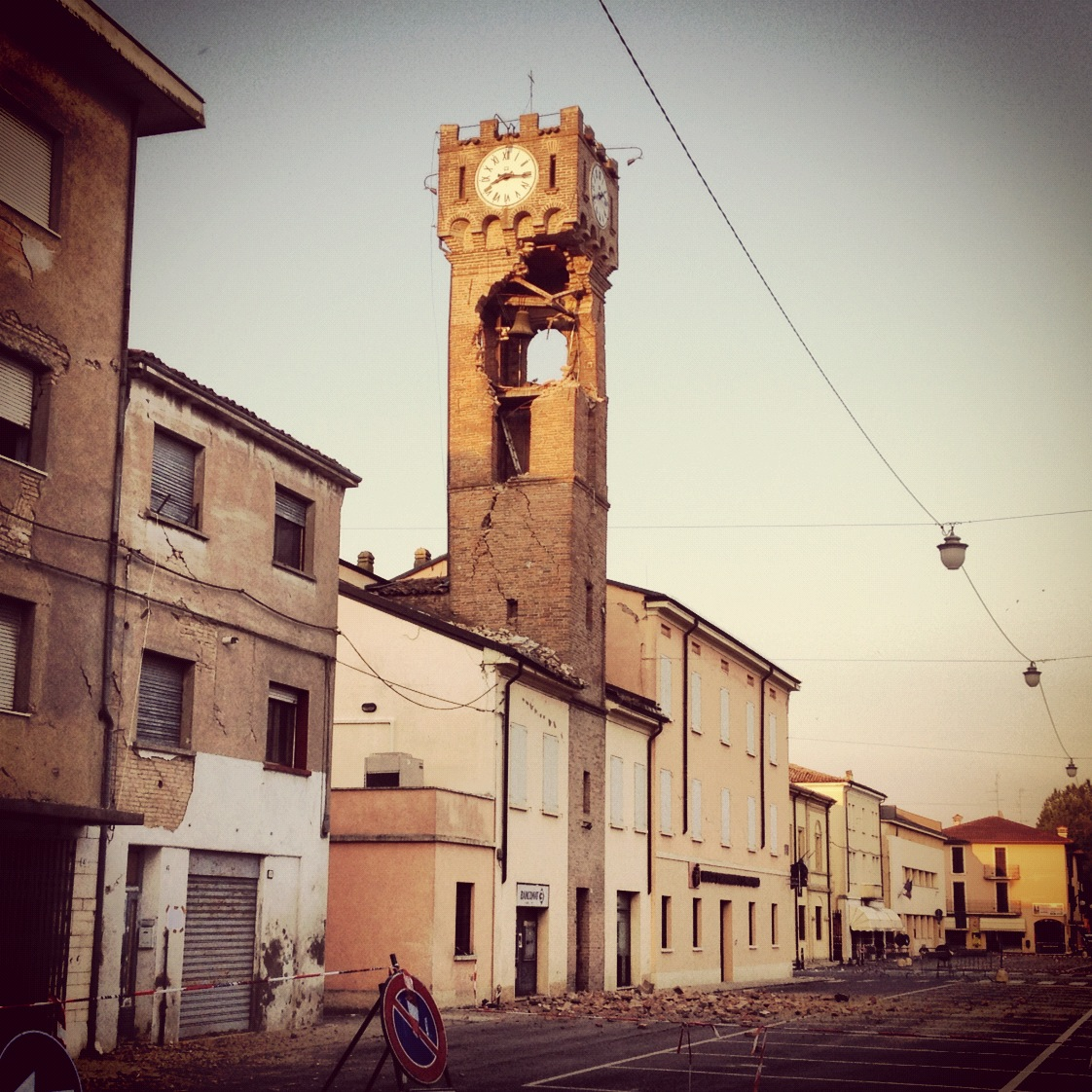
Tour civique après la secousse du 29 mai

- l’église de San Michele, déjà documentée en 980,
- la tour civique ou tour de l’horloge du XVIIIe siècle, à l’entrée du bourg (détruite par le séisme de 2012)

## Administration
| Période                                  | Période  | Identité    | Étiquette     | Qualité |
| ---------------------------------------- | -------- | ----------- | ------------- | ------- |
| 29/05/2007                               | En cours | Luisa Turci | Liste civique |         |
| Les données manquantes sont à compléter. |          |             |               |         |

### Hameaux
Sant'Antonio in Mercadello, Rovereto

### Communes limitrophes
Carpi (Italie) (12 km), Cavezzo (12 km), Concordia sulla Secchia (7 km), Moglia (5 km), Rolo (3 km), San Possidonio (8 km)

## Population

### Évolution de la population en janvier de chaque année
| 1861  | 1901  | 1921  | 1951   | 1961  | 1971  | 1981  | 1991   | 2001   |
| ----- | ----- | ----- | ------ | ----- | ----- | ----- | ------ | ------ |
| 5 637 | 6 896 | 9 231 | 10 592 | 9 581 | 9 163 | 9 852 | 10 086 | 10 427 |

| 2012   | - | - | - | - | - | - | - | - |
| ------ | - | - | - | - | - | - | - | - |
| 11 448 | - | - | - | - | - | - | - | - |

### Ethnies et minorités étrangères
Selon les données de l’Institut national de statistique (ISTAT) au 1er janvier 2012la population étrangère résidente et déclarée était de 2100 personnes, soit 17,4 % de la population résidente.
Les nationalités majoritairement représentatives étaient :
| Pos. | Pays     | Population |
| ---- | -------- | ---------- |
| 1    | Chine    | 739        |
| 2    | Pakistan | 411        |
| 3    | Maroc    | 274        |
| 4    | Inde     | 134        |
| 5    | Roumanie | 122        |
| 6    | Tunisie  | 59         |
| 7    | Ukraine  | 48         |
| 8    | Moldavie | 34         |
| 9    | Ghana    | 21         |
| 10   | Pologne  | 21         |

## Personnalités liées à Novi di Modena
- Beppe Carletti, (Giuseppe Carletti)  musicien claviériste des Nomadi.

## Économie
- Culture du riz depuis le XVIIIe siècle
- Industrie textile (département textile de Carpi (Italie))